# 23W
23W – typ wagonów osobowych trzeciej klasy, zbudowanych przez HCP dla PKP i wyprodukowanych w latach 1946–1950. Był to pierwszy model wagonów wyprodukowanych w tych zakładach po zakończeniu II wojny światowej.
Konstrukcję podwozia wagonu 23W wykorzystano w budowie wagonów sypialnych typu 11A, 12A i 13A.
| parametr           | wartość      |
| ------------------ | ------------ |
| Producent          | HCP Poznań   |
| Masa służbowa      | 35 t         |
| Drzwi czołowe      | napęd ręczny |
| Liczba egzemplarzy | 486 sztuk    |
| Produkcja          | 1946–1950    |